# Brännskär, Borgå
Brännskär är en ö i Finland. Den ligger i Finska viken och i kommunen Borgå i landskapet Nyland, i den södra delen av landet. Ön ligger omkring 30 kilometer öster om Helsingfors.
Öns area är 4,3 hektar och dess största längd är 370 meter i öst-västlig riktning.